# Deadnaming
Deadnaming eller att använda dödnamn är en term som används för att beskriva handlingen när någon medvetet eller omedvetet kallar en transperson med det namn som de använde före sin transition eller innan de offentliggjorde sitt nuvarande namn. Deadnaming kan vara kränkande och skadlig, eftersom det förnekar människor deras identitet, kan orsaka känslomässig stress, och kan bidra till en miljö som är utestängande, varför handlingen även kan betraktas som en form av psykiskt våld.
Att använda en persons föredragna namn och pronomen är en viktig aspekt av att respektera identiteten och bekräfta personens självuppfattning. Forskning har visat att om omgivningen använder en transpersons rätta namn och pronomen har det en positiv inverkan på transpersonens psykiska hälsa och minskar risken för depression och självmordstankar.
Transpersoner kan stöta på administrativa eller byråkratiska hinder för att ändra sina namn. Publicerade författare som senare genomgått en transition kan bli besvärade av förekomsten av deras tidigare namn i t.ex. bibliografiska metadataregister, vilka är nästan omöjliga att uppdatera. Vissa sociala medieplattformar har infört policyer för att undvika deadnaming, såsom standardisering av användningen av önskade namn istället för juridiska namn eller formellt förbjudande av deadnaming. Twitter var en sådan social medieplattform, men som sedan mitten av april 2023 tillåter deadnaming igen.